# Class book-class 1993to1996 Best-
『class book-class 1993 to 1996 Best-』（クラスブック　クラス・ナインティーンナインスリー・トゥ・ナインティーンナインシックス・ベスト）は、アポロン/M-ONEから発売されたclassの2作目のベスト・アルバム。1996年3月28日発売。2009年現在、廃盤。音楽配信で音源入手可能。規格品番：APCA-158。

## 解説
タイトルのClass bookとは卒業アルバムのこと。解散時に発表されたベスト・アルバム。前年1995年までに発表された楽曲から選ばれた15曲を収録。「夏の日の1993」のシングル・バージョンが初めてアルバムに収められた。全曲日本コロムビア所属のエンジニアにより、リマスタリングが施されている。ブックレットにはこれまで未発表だったフォトも使用され、音楽ライター・河合美佳の寄稿文も収載されている。

## 収録曲
1. Slowly but surely
作詞・作曲：日浦孝則　編曲：斎藤誠
  - 4thアルバム『That's cool!』収録曲。
2. 君だけが知ってる
作詞・作曲：日浦孝則　編曲：斎藤誠
  - 7thシングル。解散前のラストシングル。
3. HALF MOON
作詞・作曲：津久井克行　編曲：斎藤誠
  - 4thアルバム『That's cool!』収録曲。
4. サヨナラがにじむ街
作詞：class 作曲：大内義昭　編曲：十川知司
  - 3rdアルバム『Re-Prologue』収録曲。
5. 夏にかかるWedding Song
作詞：松本一起 作曲：日浦孝則　編曲：斎藤誠
  - 6thシングル。
6. 百万本の雨
作詞：松本一起 作曲：太田美知彦　編曲：松本晃彦
  - 5thシングル。
7. セピア色の微笑
作詞・作曲：class　編曲：関根安里
  - 1stアルバム『Mellow Prism』収録曲。
8. 永遠の素顔
作詞：朝水彼方作曲：太田美知彦 編曲：松本晃彦
  - 4thシングル。
9. Holiday
作詞・作曲：class 編曲：class,十川知司
  - 3rdシングル。
10. もう君を離さない
作詞：class　作曲：柘植由秀　編曲：関根安里
  - 2ndシングル。
11. Melody
作詞・作曲：津久井克行　編曲：有賀啓雄
  - 5thシングルのカップリング。
12. Rainy Day
作詞：松本一起　作曲：北村勝彦　編曲：十川知司
  - 1stシングルのカップリング。
13. サヨナラ
作詞・作曲：class 編曲：中村哲
  - 2ndシングルのカップリング。
14. 夏の日の1993
作詞：松本一起　作曲：佐藤健　編曲：十川知司
  - 1stシングル。シングルバージョンはアルバム初収録。
15. Re-Prologue
作詞・作曲：class　編曲：class,岩戸崇
  - 3rdアルバム『Re-Prologue』収録曲。